# Vanderhorstia delagoae
Vanderhorstia delagoae är en fiskart som först beskrevs av Barnard, 1937.  Vanderhorstia delagoae ingår i släktet Vanderhorstia och familjen smörbultsfiskar. Inga underarter finns listade i Catalogue of Life.